# Friedrich Zimmer
Karl Friedrich Zimmer (* 22. September 1855 in Gardelegen; † 5. Dezember 1919 in Gießen) war ein evangelischer Theologe und Gründer des Evangelischen Diakonievereins.

## Leben

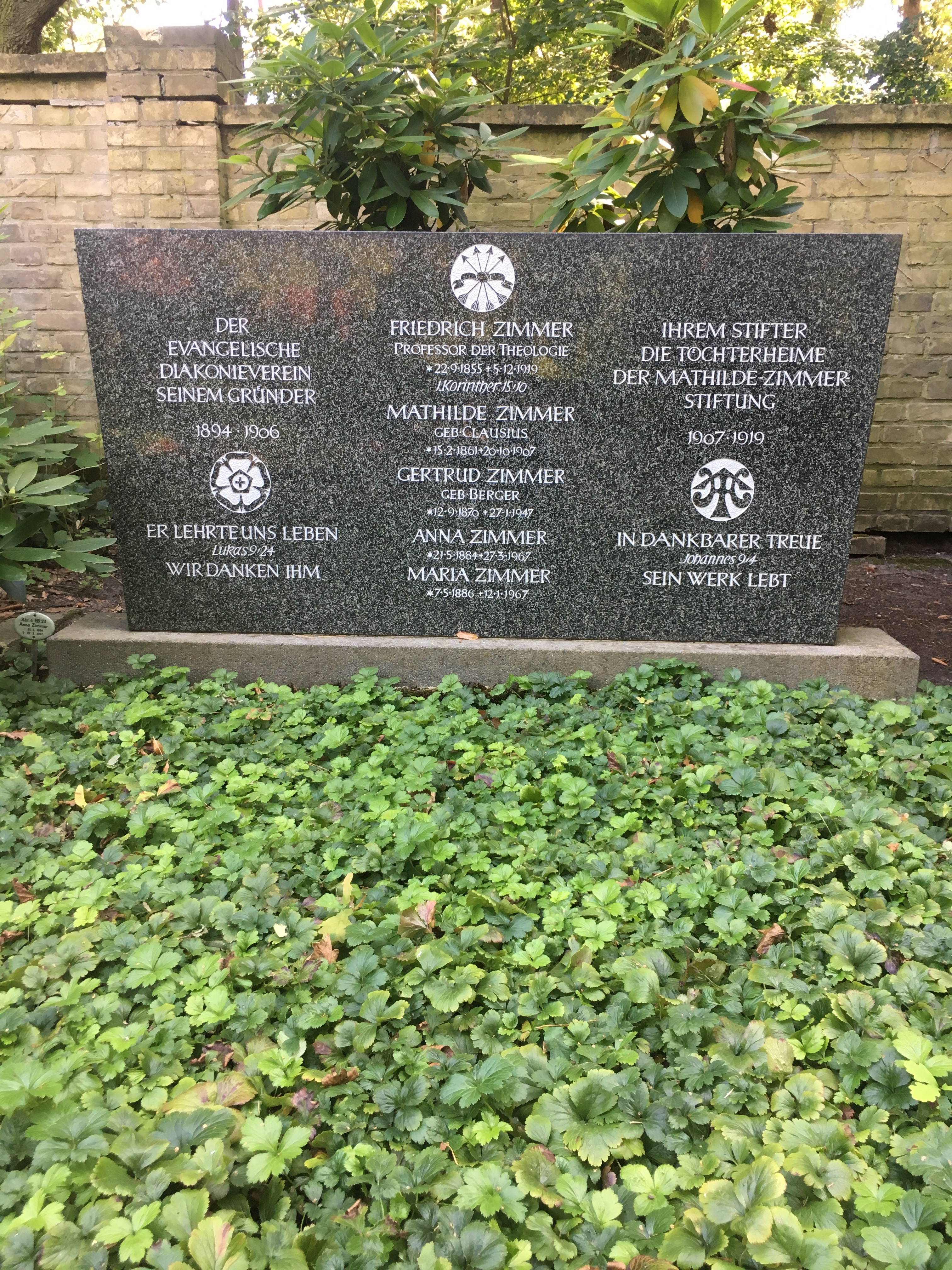
Grabstätte Friedrich Zimmer

Karl Friedrich Zimmer wurde als erster von insgesamt vier Söhnen des gleichnamigen Seminarlehrers (1826–1899) und dessen Frau Anna geboren. Seine ersten vier Lebensjahre verbrachte Friedrich Zimmer in seinem Geburtsort Gardelegen in der Altmark, dann zog er mit seiner Familie nach Osterburg bei Stendal. Er besuchte die Klosterschule Schulpforta und studierte anschließend Theologie in Tübingen.
Nach der Promotion zum Dr. phil. und seiner Habilitation in Berlin erhielt er 1880 eine Stellung als Privatdozent an der Universität Bonn, wo er auch seine spätere Ehefrau Mathilde Clausius kennenlernte, die Tochter des Physikers Rudolf Clausius. Als er ein Pfarramt in Mahnsfeld (Ostpreußen) übernahm, wechselte er an die Universität Königsberg und lehrte dort Systematische Theologie. Im Königsberger Diakonissenhaus der Barmherzigkeit war Zimmer als Pfarrer eingesetzt, wo er neben der Krankenseelsorge zusätzlich die dort tätigen Diakonissen unterrichtete. 1890 wurde Zimmer als Direktor des Predigerseminars nach Herborn berufen.
Im Jahr 1894 gründete Zimmer den Evangelischen Diakonieverein. Nach der Gründung des Evangelischen Diakonievereins blieb er als dessen Vorstand bis zum Jahr 1906 im Amt, sein Nachfolger wurde Friedrich Samuel Zeller (1860–1909). Im Jahr 1898 initiierte Zimmer ein Heim in Berlin-Zehlendorf mit Mädchen- und Fürsorgeheim, Kindergärtnerinnenseminar und Frauenoberschule.
Zimmers weitere Tätigkeit befasste sich mit der Organisation verschiedener sozialer Projekte, darunter die Kolonialfrauenschule in Witzenhausen. Er entwickelte ab dem Jahr 1905 Vorstellungen von einer Krankenpflegerinnen- bzw. Oberinnen-Akademie. Als Vorbild diente ihm die Kriegs-Akademie beim Militär. Die von ihm antizipierte zweijährige akademische Schulung an einer Krankenpflegerinnen-Akademie verstand er als die zweite Stufe der damals noch einjährigen Krankenpflegeausbildung. Im Jahr 1907 errichtete Zimmer die Mathilde-Zimmer-Stiftung in Erinnerung an seine im selben Jahr verstorbene Ehefrau.
Zimmer war Mitglied der Berliner Freimaurerloge Urania zur Unsterblichkeit.
Nach seinem Tod im Dezember 1919 wurde er auf dem Friedhof Zehlendorf in Berlin beigesetzt, unweit des Heimathauses, der Zentrale des Evangelischen Diakonievereins. Friedrich Zimmer ruht neben seiner Frau Mathilde geb. Clausius, die im Jahr 1907 an gleicher Stelle bestattet worden war. Das Grab der Eheleute ist erhalten.

## Werk
Während der Ausbildung von Pfarramtskandidaten in Herborn gewann Friedrich Zimmer auch einen Eindruck von deren zukünftigen Ehefrauen. Der Bildungsstand dieser Frauen erschien ihm für deren anstehenden Aufgaben in der jeweiligen Gemeinde unzureichend, so dass er Überlegungen anstellte, wie diesem Missstand abzuhelfen sei. Zur gleichen Zeit waren auch andere Entwicklungen im Gange, die auf Zimmer Einfluss nahmen: Zum einen gab es von Seiten der bürgerlichen Frauenbewegung Bemühungen, Frauen durch (Aus-)Bildung und berufliche Tätigkeit ein Leben in weitgehender Unabhängigkeit zu ermöglichen; zum anderen waren im Gesundheitswesen durch den Fortschritt in der Medizin Veränderungen in der Krankenversorgung nötig. Was bislang unausgebildete Hilfskräfte im Sinne einer „Krankenwartung“ ausführten, wandelte sich in spezielle Krankenpflege, für die geschultes Personal erforderlich wurde. Diese einzelnen Aspekte mündeten bei Zimmer in dem Entschluss zur Gründung des Vereins zur Sicherstellung von Dienstleistungen in der Diakonie (später Evangelischer Diakonieverein benannt) am 11. April 1894. Das erste Diakonieseminar für Krankenpflege wurde am 1. Juli 1894 im Städtischen Krankenhaus Elberfeld eingerichtet. Hier wurde schulisch vorgebildeten Frauen eine kostenlose Ausbildung geboten, die ihnen Unabhängigkeit von Familie und Ehe sicherte, gleichzeitig konnten den Krankenhäusern und Gemeinden Krankenschwestern vermittelt werden.
Weitere Seminare entstanden, darunter eines für Kinderkrankenpflege. Für Frauen und Mädchen aus bildungsferneren Schichten wurden Pflegerinnenschulen etabliert.
Des Weiteren war Friedrich Zimmer der Begründer von Töchterheimen für schulisch vorgebildete Mädchen, die dort auf ihre Aufgaben in Beruf, Ehe und Familie vorbereitet werden sollten. Auch die ersten Fürsorge- und Heilerziehungsheime beruhen auf Zimmers Initiative.